# José Luis Invernizzi
José Luis «Tola» Invernizzi (Montevideo, 21 de septiembre de 1918-Piriápolis, 11 de marzo de 2001) fue un artista plástico uruguayo.

## Biografía
Hijo de padre uruguayo y madre italiana. Tenía alrededor de 10 años cuando en una pared de su casa pintó un cristo con los carbones de la cocina económica, y sorprendió a todos por la expresividad del dibujo, su tamaño y belleza.
Vinculado a las tertulias literarias y a la Generación del 45, vivió su juventud entre Montevideo y Piriápolis y a partir de 1950 se radicó en Piriápolis, aunque eran frecuentes sus visitas a Montevideo. Su militancia política comenzó contra el golpe de Estado de Terra en 1933, y su actitud comprometida con la justicia, las causas sociales y la democracia signaron su vida y su obra. Las series creadas durante la dictadura cívico-militar de la década del 70 reflejan el lenguaje más osado del artista, una expresividad marcada por la necesidad de exorcisar los momentos que estaba viviendo. Estuvo recluido en el cuartel de Melo durante tres meses por causas políticas (pertenecía al Partido Comunista) y en ese período dejó un desbordante registro de 300 pinturas, dibujos y acuarelas sobre papel.
Pintor autodidacta, trabajó sin tener en cuenta disciplinas ni maestros. Fue docente de la Escuela Nacional de Bellas Artes entre 1990 y 2000.
Durante toda su vida, pintó, grabó y dibujó de forma compulsiva y con desbordante imaginación.
Realizó su primera exposición en 1950 en Buenos Aires. Entre sus muestras se destacan las de la Sala Cinemateca entre los años 1983 y 1985; la retrospectiva en el Centro de Exposiciones de la Intendencia de Montevideo en 1987 y en el Museo Juan Manuel Blanes en 1996.

El liceo público de Piriápolis lleva su nombre en su honor.  El matrimonio de la Arqta. Alperovich y el artista José Luis “Tola” Invernizzi, referentes sociales de Piriápolis y profesores del Liceo, dirigieron la obra en forma honoraria y en 7 meses quedó pronto el edificio inaugurándose en la primavera de 1963.

## Su pintura y su estilo
Profesaba gran admiración por Paul Klee y se identificaba mucho con el expresionismo alemán. No solo en su pintura se encuentran elementos expresionistas, sino también en su actitud de rebeldía frente a la escolástica.
Sus primeros trabajos dejaban ver una influencia de  Torres García, Paul Klee y Picasso, luego asimila todas esas influencias y elabora su estilo personal.
Hizo uso del grafiti urbano y del humor del cómic. Empleaba en sus pinturas una iconografía propia a través de la cual elaboraba sus mensajes.
Le importaba más la actitud del pintor como voluntad para decir cosas, que dejar cosas dichas.
Expuso pocas veces en galerías, por lo general lo hacía en cafés o en la calle. Se formó como autodidacta gracias a una profunda capacidad de escuchar, mirar y admirar a los demás. Decía: "Yo no pintó para mostrar, muestro para decir".
Conocido popularmente como «Tola», regalaba sus cuadros a sus amigos y familiares. Nunca vendió un cuadro en toda su vida hasta cinco meses antes de morir.
Realizó series específicas referidas a las limitaciones de la libertad y al problema nuclear. Utilizó formatos murales, papeles colgados desprolijamente, colores fuertes, grabados con gran fuerza expresiva. Distorsionaba los rostros y cuerpos, creaba asociaciones insólitas juntando en un mismo espacio, animales, hombres, objetos, flores, seres míticos y formas inventadas de gran cromatismo.
Realizaba ruptura de escalas vinculando sin relación de tamaño real seres humanos, casas, paisajes y barcos.
Multiplicaba elementos en un mismo espacio, para no dejar zonas libres y realizaba formas en estado de metamorfosis: (mano-ojo; rostro-boca; animal-máquina; senos-fuentes-árbol; espada-ojo; torso-casa). Utilizaba en sus obras palabras y signos con o sin sentido. Los ojos en ocasiones multiplicados, tienen un lugar en sus cuadros, aludiendo con ellos a la capacidad de percepción, de conocimiento, de comprensión, de mirada interior.
Las manos y los brazos de sus figuras aluden a la actividad, a la acción, a la autoridad, a la fuerza y al dolor.
Manos enlazadas unidas ante el peligro, manos que sufren martirios y otras capaces de actos innobles.
Las extrañas máquinas, agresivas palas mecánicas dentadas, amenazadoras estructuras de hierro, roldanas, engranajes, poleas, ruedas que someten al hombre. Animales fantásticos y escaleras como liberación y superación.